# Ranunculus nivicolus
Ranunculus nivicolus är en ranunkelväxtart som beskrevs av William Jackson Hooker. Ranunculus nivicolus ingår i släktet ranunkler, och familjen ranunkelväxter. Inga underarter finns listade i Catalogue of Life.